# Codi ATC M04
El  codi ATC M04, descrit com Preparats antigotosos, és una subgrup terapèutic de l'Anatomical, Therapeutic, Chemical Classification System (ATC). La classificació ATC és un sistema de codis alfanumèric desenvolupat per l'Organització Mundial de la Salut (OMS) per als fàrmacs i altres productes sanitaris. El subgrup M04 és part del grup anatòmic M Sistema musculoesquelètic.

Els codis per a ús veterinari (codis ATCvet) poden han estat creats afegint la lletra Q davant dels codis ATC humans: QM04... 
Les adaptacions estatals de la classificació ATC poden incloure codis addicionals no presents en aquesta llista, que segueix la versió de l'OMS.

## M04A Preparats antigotosos
M04A A Preparats que inhibeixen la producció d'àcid úric
M04A B Preparats que augmenta l'excreció d'àcid úric
M04A C Preparats sense efecte sobre el metabolisme de l'àcid úric
M04A X Altres preparats antigotosos